# Castroserna de Abajo
Castroserna de Abajo es un municipio de España, en la provincia de Segovia, comunidad autónoma de Castilla y León. Cuenta con una población de 32 habitantes (INE 2024) en una superficie de 12,62 km².

## Toponimia

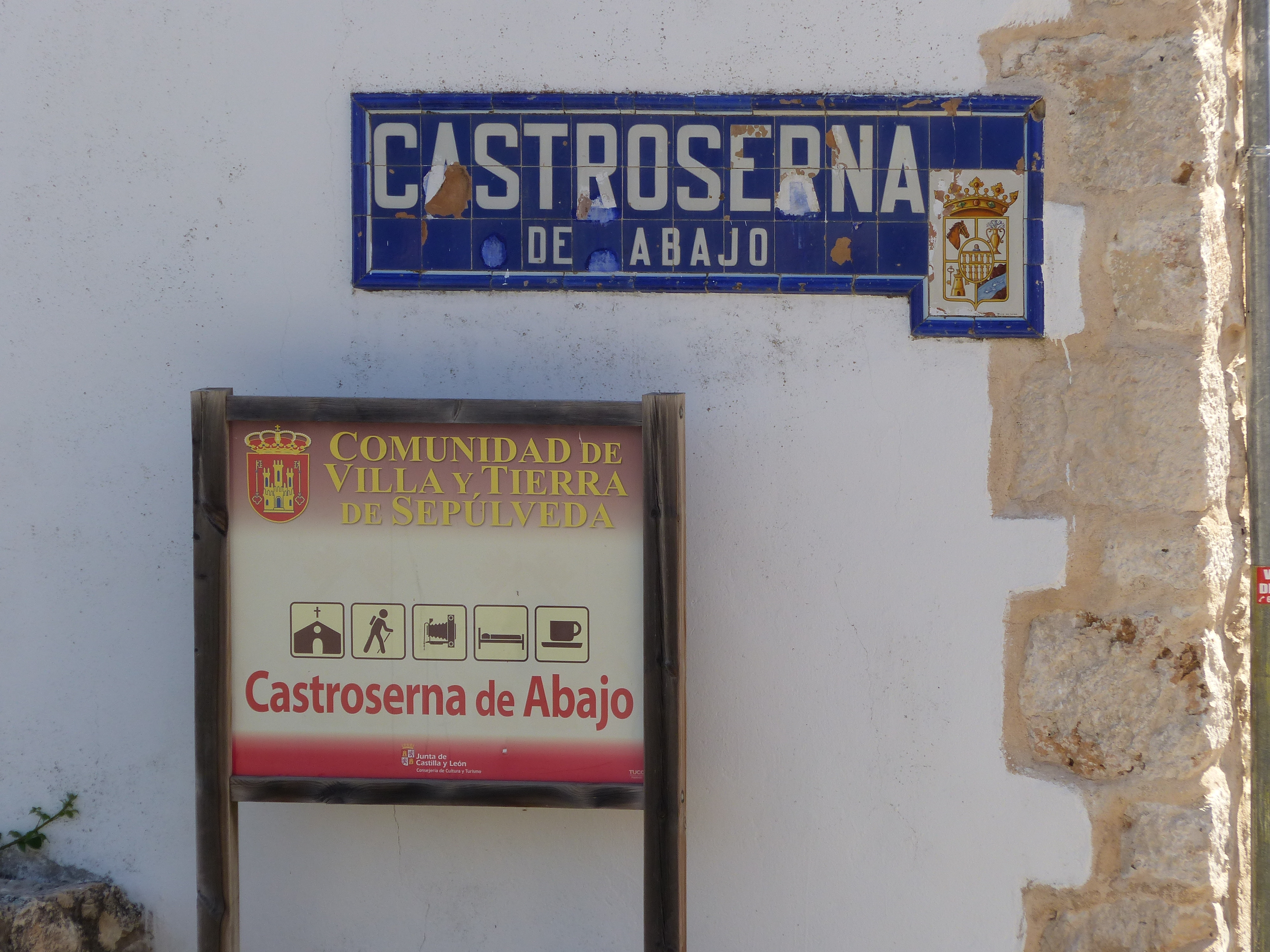
Señal de entrada a la zona urbanizada del pueblo y cartel de la Comunidad de Villa y Tierra de Sepúlveda

Ya citada en 1247 como Castrosarna de Yuso, su nombre proviene de la palabra castro, vocablo latino derivado de castrum, «castillo o campamento», acompañado del vocablo serna, del también latino senara, una porción de tierra dedicada a sembradura. Su apellido yuso o abajo se debe a su contraposición geográfica respecto a su hermana Castroserna de Arriba.En 1591 ya se menciona con el nombre en su forma actual.

## Geografía

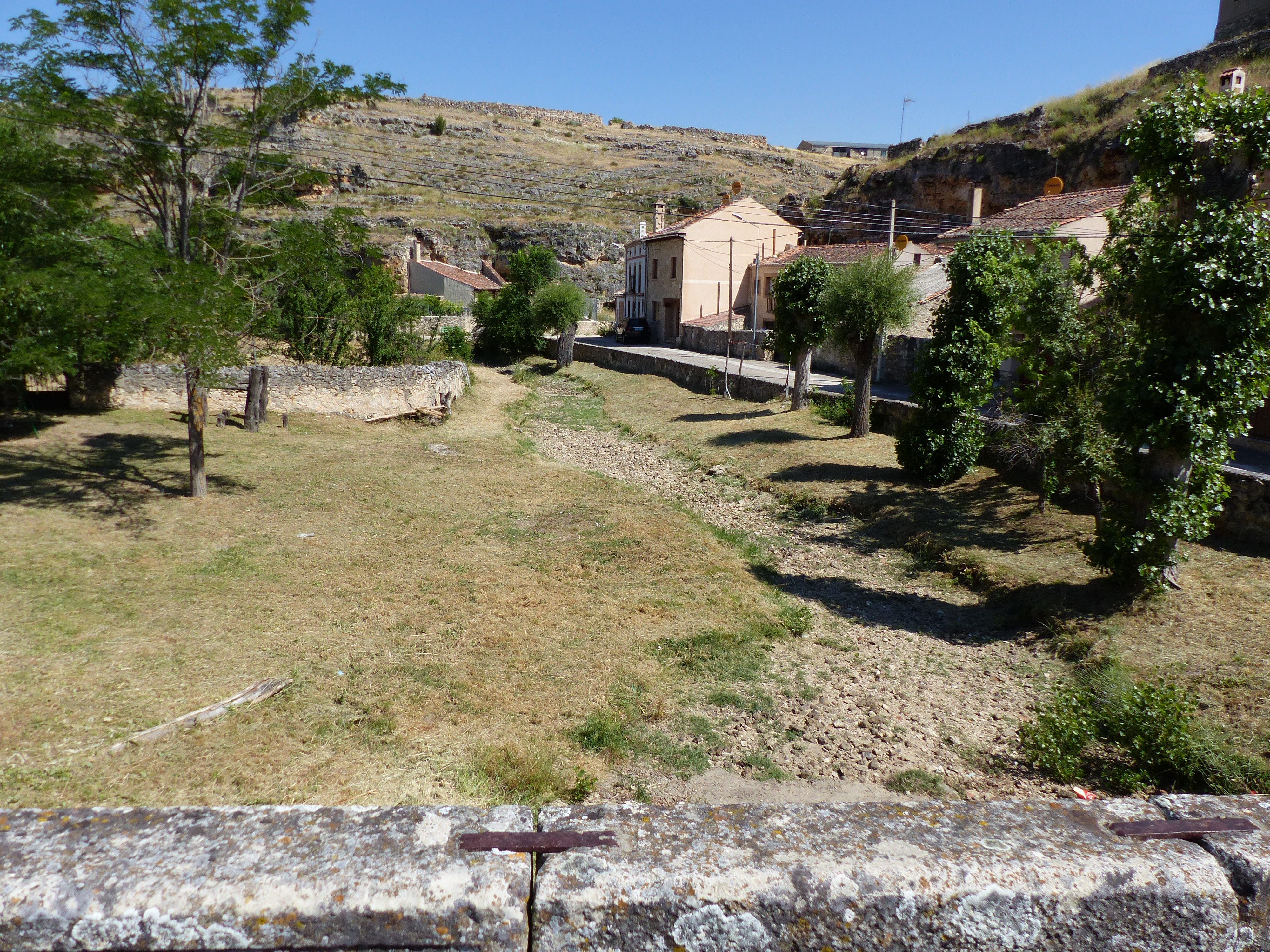
Cauce del Río San Juan, durante el secado de un verano

Sita entre la meseta en Sepúlveda y la de la Sierra de Guadarrama, a 42 km de Segovia y 8 de Prádena, está atravesada por la SG-V-2346 que lo conecta con la SG-205 en el Castillo de Castilnovo y la N-110 en Prádena.

Además del núcleo central del pueblo, el río de San Juan cruza y divide los arrbales en cuatro barrios a distintas alturas: La Iglesia y La Butrera en la orilla izquierda y Los Hidalgos y Del Morro en la orilla derecha.

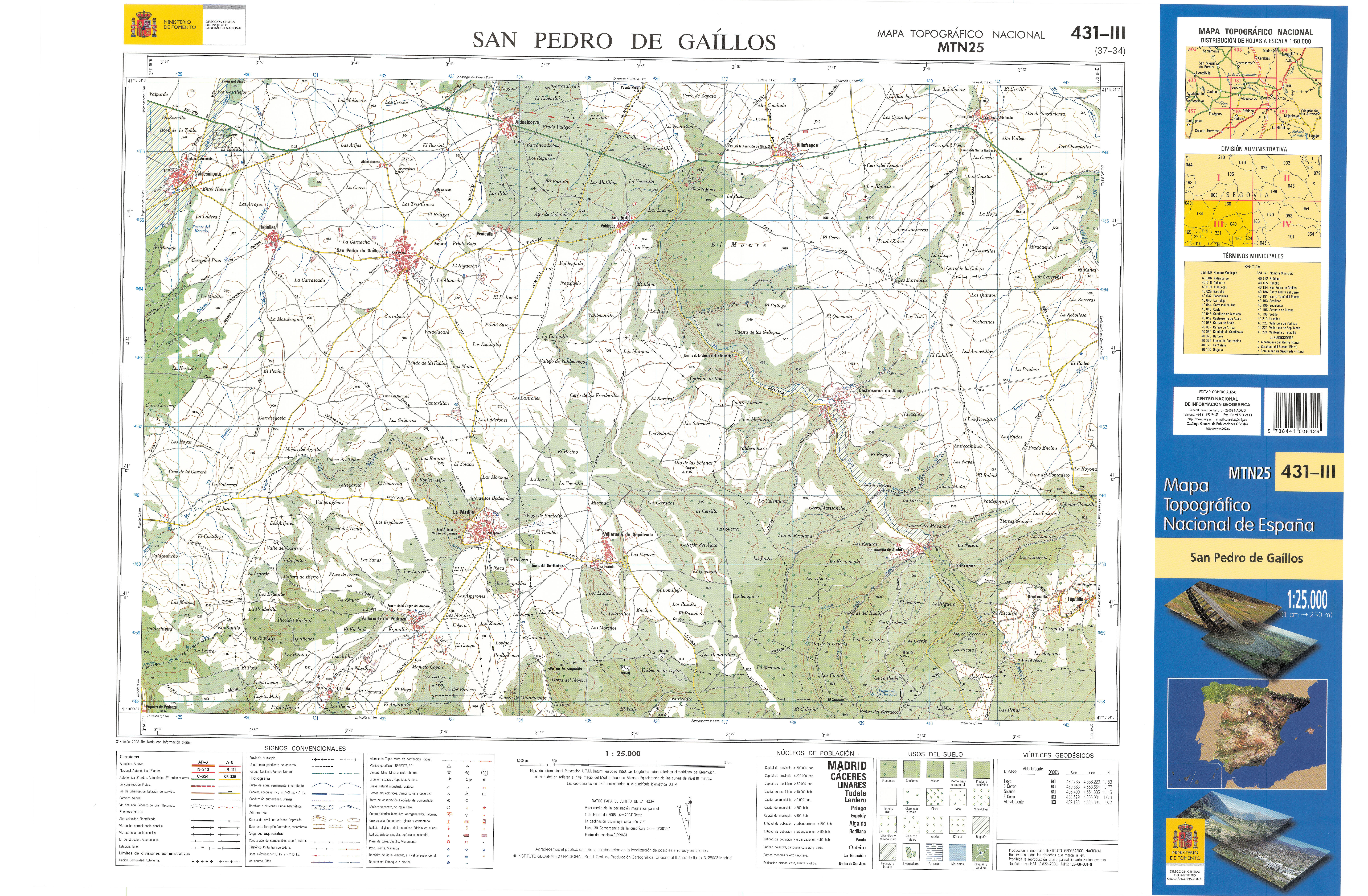
Fragmento de la hoja 431 del Mapa Topográfico Nacional de España de 2008 en el que se representa Castroserna de Abajo

| Noroeste: Condado de Castilnovo   | Norte: Condado de Castilnovo | Noreste: Santa Marta del Cerro |
| Oeste: Valleruela de Sepúlveda    |                              | Este: Prádena                  |
| Suroeste: Valleruela de Sepúlveda | Sur: Prádena                 | Sureste: Prádena               |

## Historia
En su término municipal hay yacimientos de época neolítica y de la Edad del Bronce, en los que han aparecido distintos materiales.
Por la presencia de los restos de una calzada romana, sabemos de la existencia de ocupación romana en la zona.
El territorio es repoblado durante la reconquista por la Comunidad de Villa y Tierra de Sepúlveda, quedando encuadrado el pueblo dentro del Ochavo de Prádena.
La primera vez que se conoce una mención de Castrosarna de Yuso con este nombre, corresponde a un documento eclesiástico escrito del Archivo Catedralicio de Segovia, data del 1 de junio de 1247, como consecuencia de las relaciones de préstamo efectuadas por la mesa episcopal y por la de los canónigos a los colonos que trabajan las tierras propiedad de la Iglesia, rentando el pueblo en este momento al canónigo Rodericus Decanus catorce maravedís y seis sueldos.
En 1559, Castroserna de Abajo, Castroserna de Arriba y Ventosilla y Tejadilla redujeron, por orden de Felipe II, su vínculo con el concejo sepulvedano para ser administradas por Gaspar López de Durango. El señorío continuó con los descendientes de este noble y luego pasó a la familia de los Basurto, creando en 1698 el marquesado de Castroserna que perduró hasta 1811. 

## Demografía
Cuenta con una población de 32 habitantes (INE 2024).

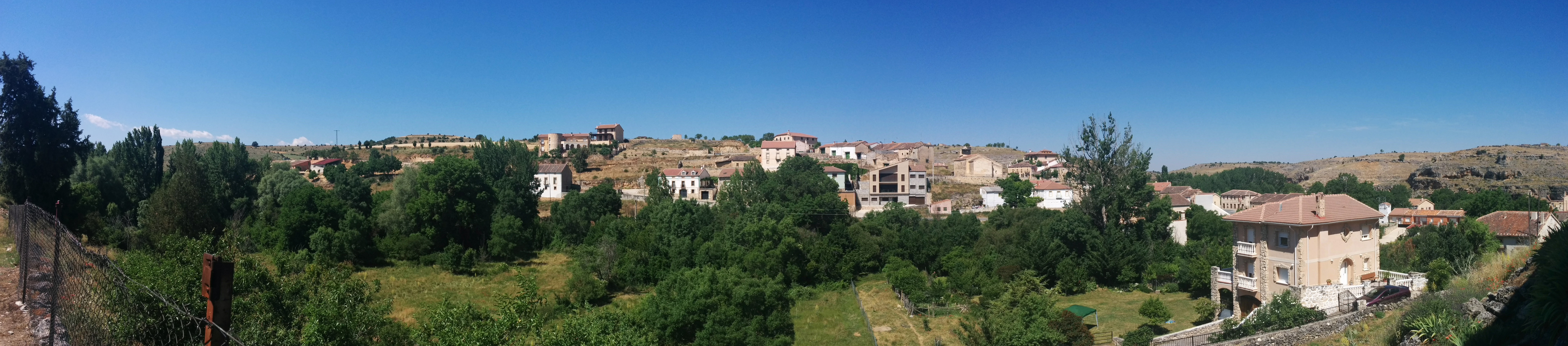
Vista panorámica

| Gráfica de evolución demográfica de Castroserna de Abajo entre 1842 y 2021                                            |
| |
| Población de derecho según los censos de población del INE. Población de hecho según los censos de población del INE. |

## Economía
Se ha sumado el turismo rural y derivados a las actividades tradicionales de la agricultura y ganadería.

## Administración y política
| Periodo   | Nombre                              | Partido | Partido   |
| --------- | ----------------------------------- | ------- | --------- |
| 1979-1983 | Epifanio Álvaro Pascual             |         | UCD       |
| 1983-1987 | Epifanio Álvaro Pascual             |         | AP-PDP-UL |

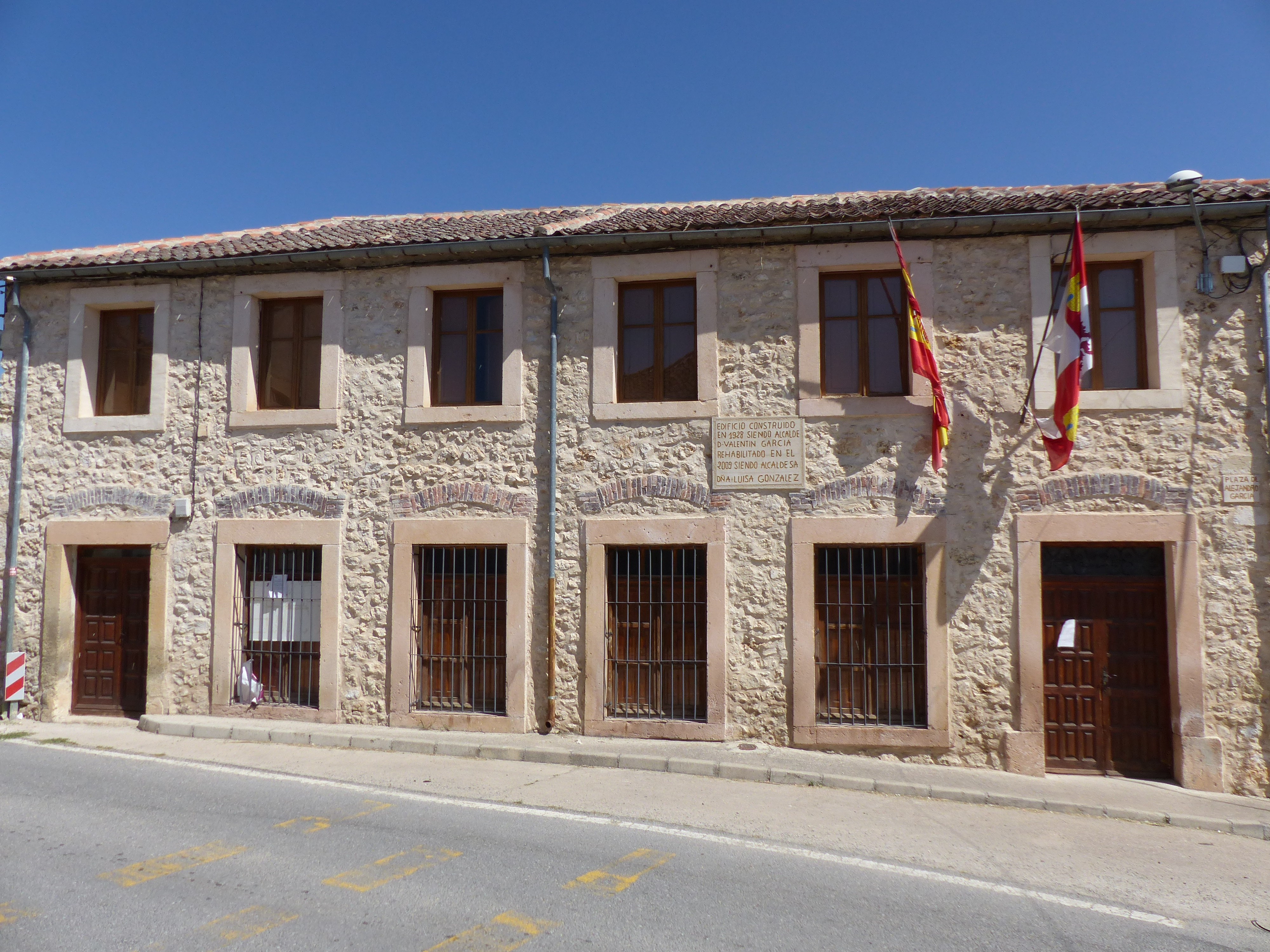
Casa consistorial, sede del Ayuntamiento

| 1987-1991 | José Antonio Merino Álvaro          |         | UC-CDS    |
| 1991-1995 | Raimundo Álvaro Moreno              |         | PP        |
| 1995-1999 | Victoriano Julián González de Lucas |         | PP        |
| 1999-2003 | Victoriano Julián González de Lucas |         | PP        |
| 2003-2007 | Victoriano Julián González de Lucas |         | PP        |
| 2007-2011 | Luisa González García               |         | PSOE      |
| 2011-2015 | Luisa González García               |         | PSOE      |
| 2015-2019 | Julián Carlos García García         |         | PP        |
| 2019-2023 | Julián Carlos García García         |         | PP        |
| 2023-act. | Fabriciano Alberto González Bermejo |         | PP        |

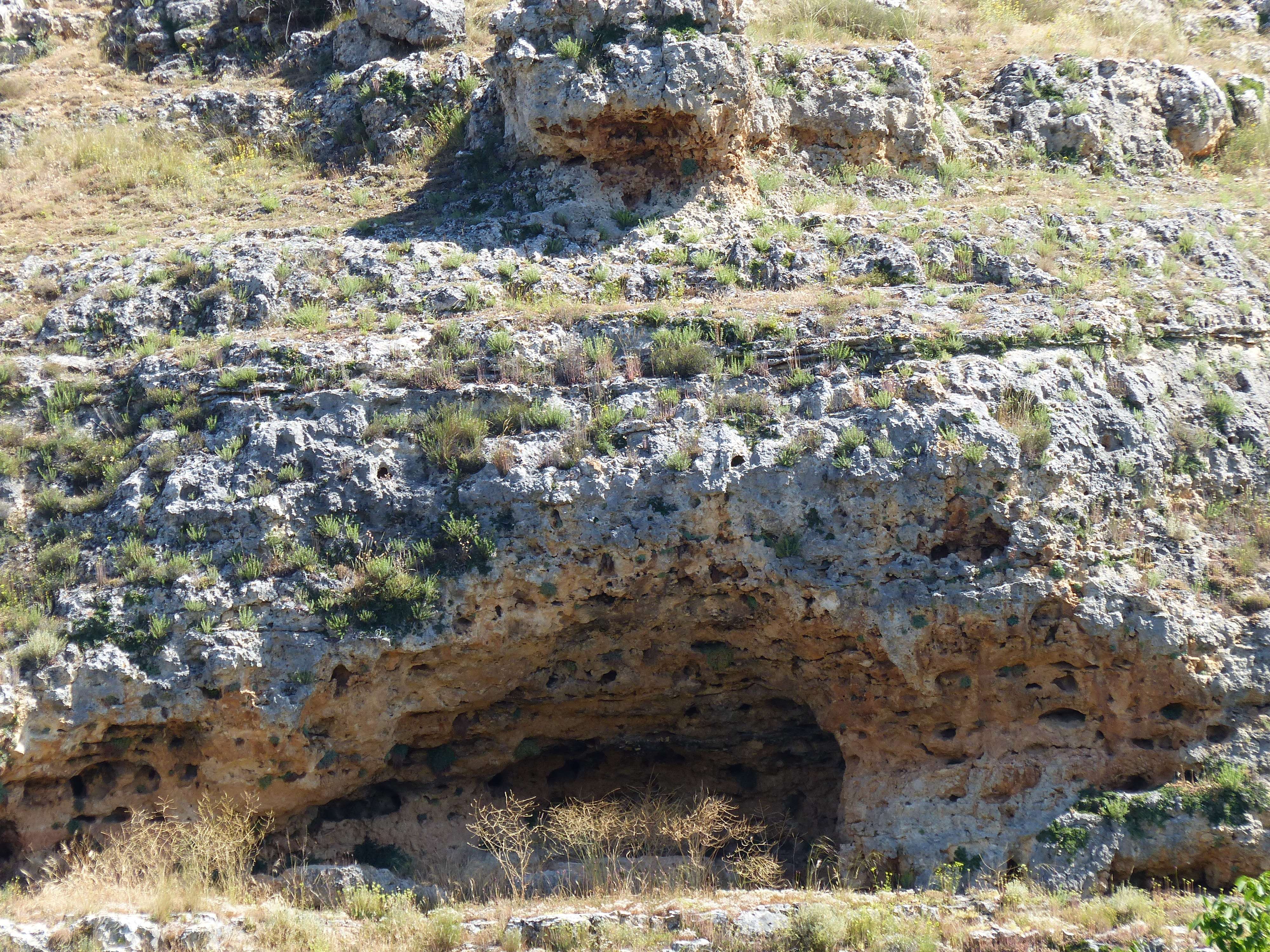
Entorno de Cueva Labrada: ermitorio alto medieval, escenario de leyendas, escenario de romerías y hogar de Buitres Leonados

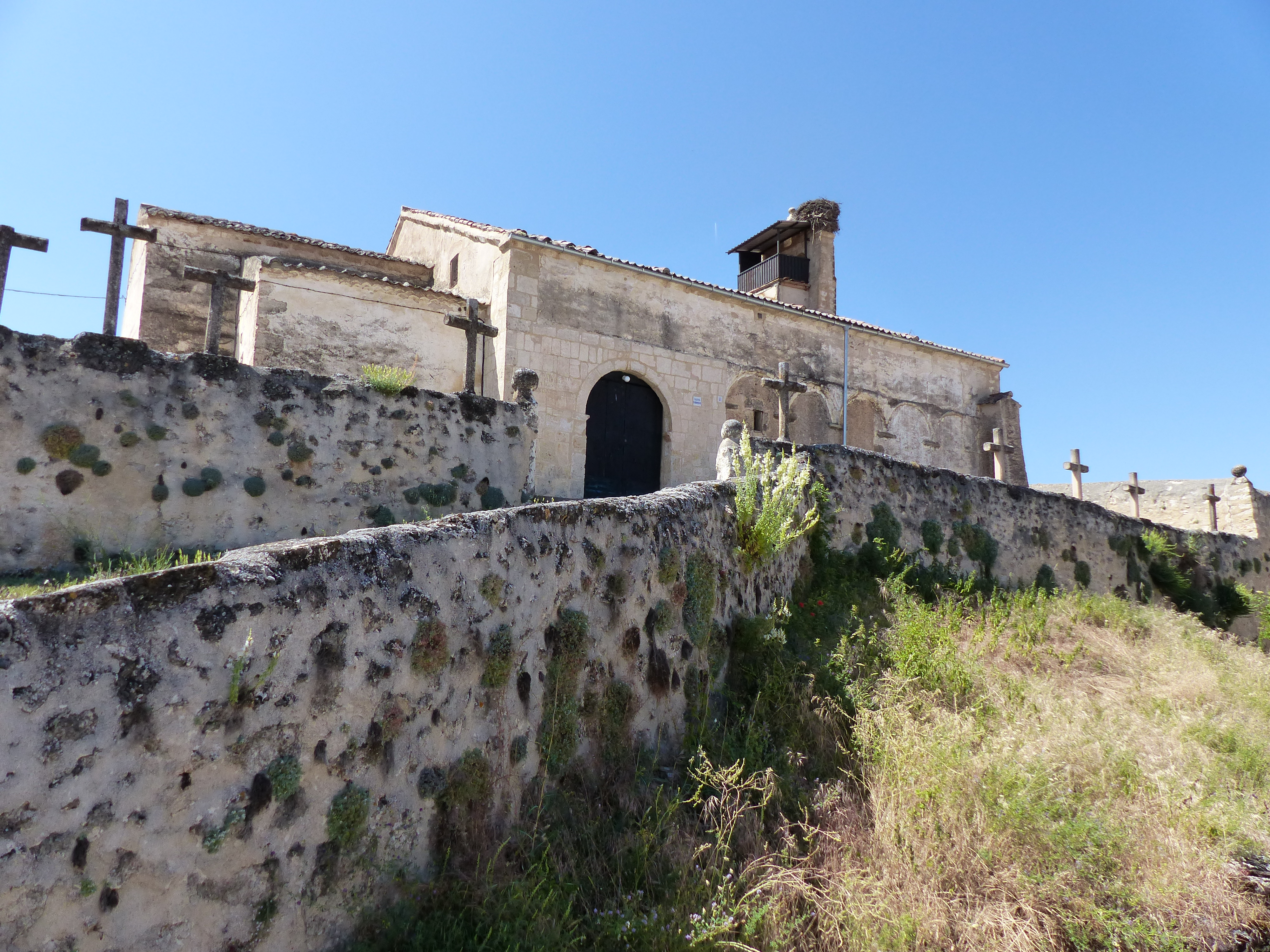
Vista de la Iglesia de San Miguel, románica

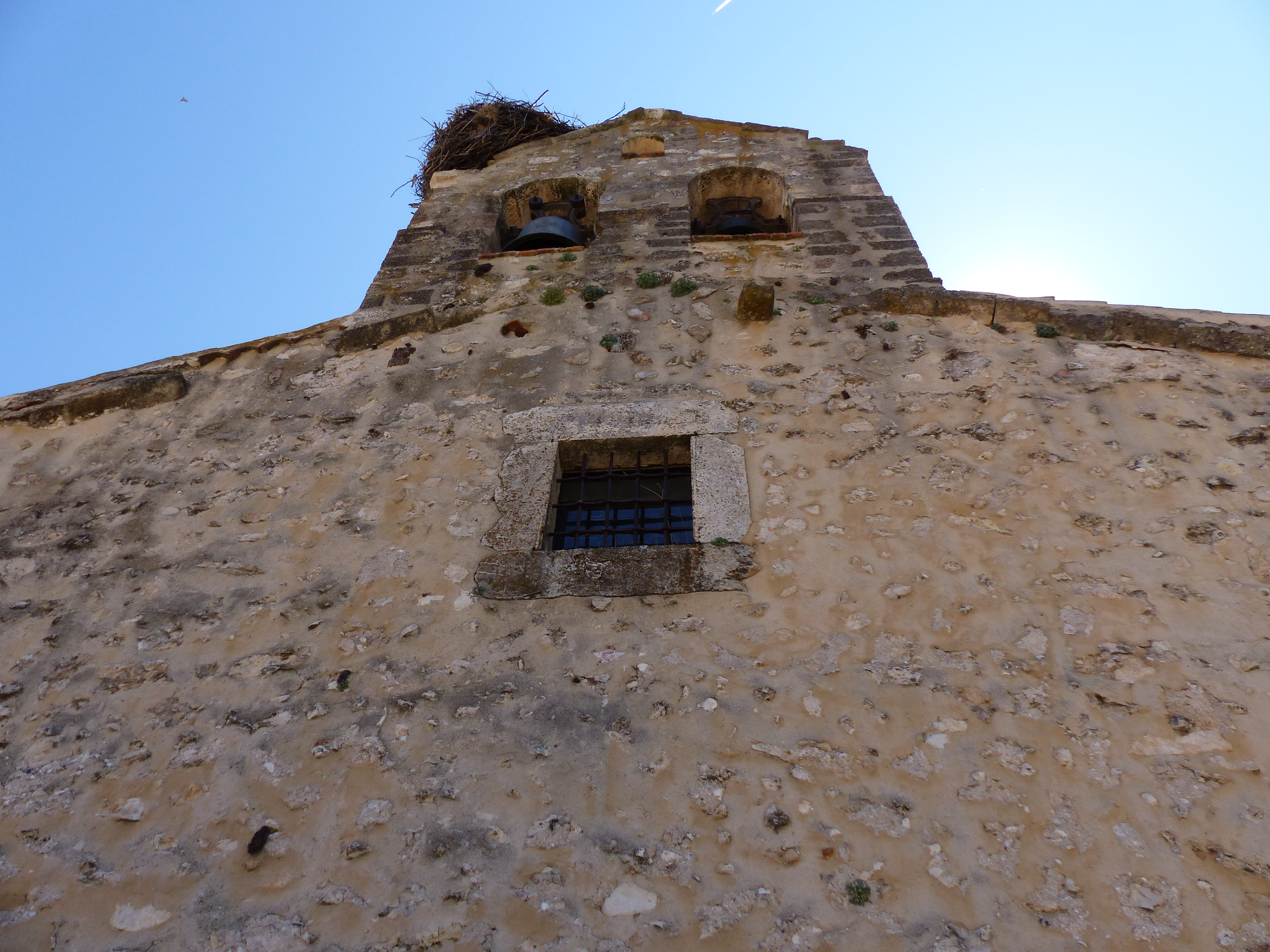
Espadaña de la iglesia

## Cultura

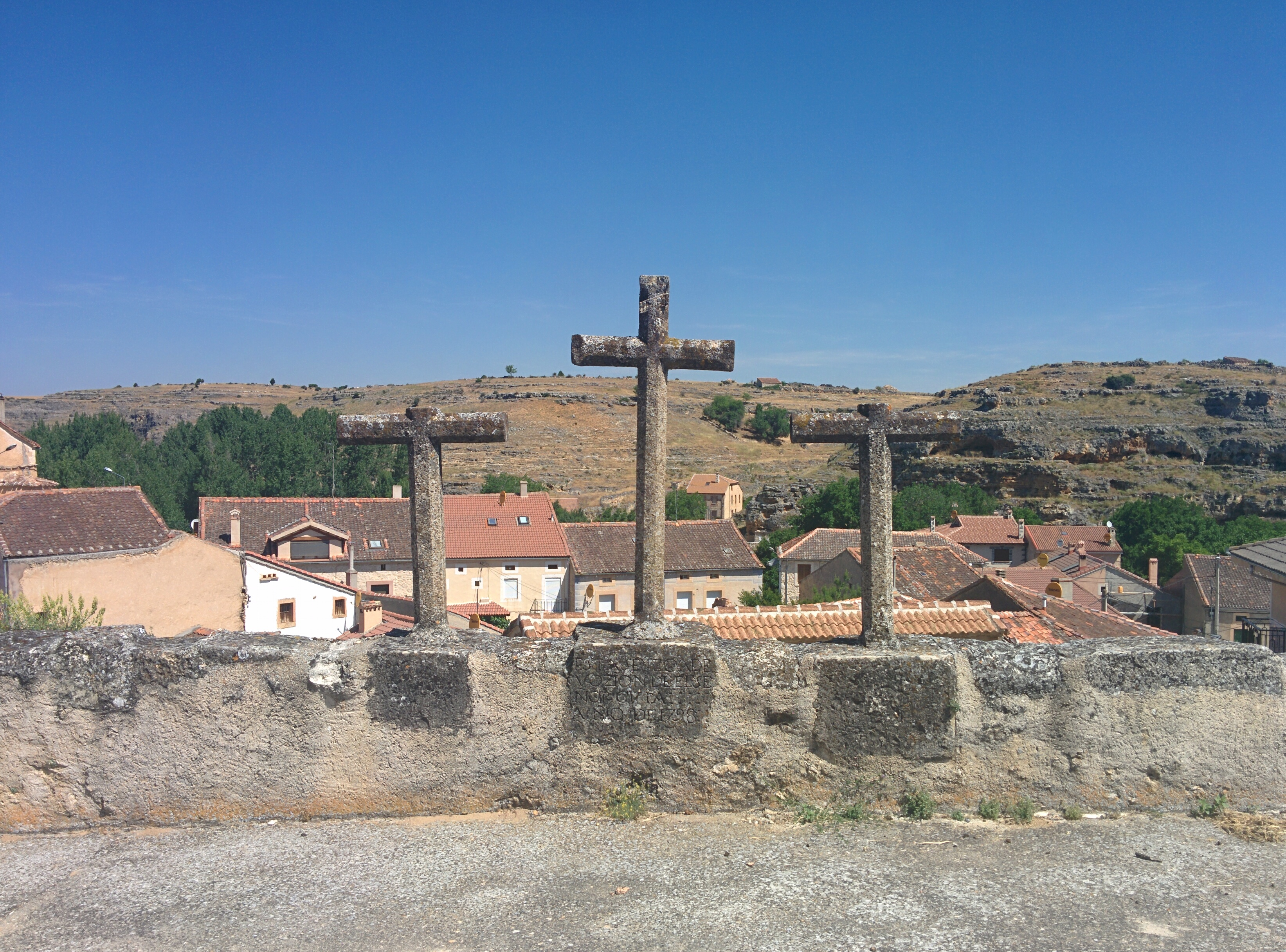
Parte del calvario del municipio

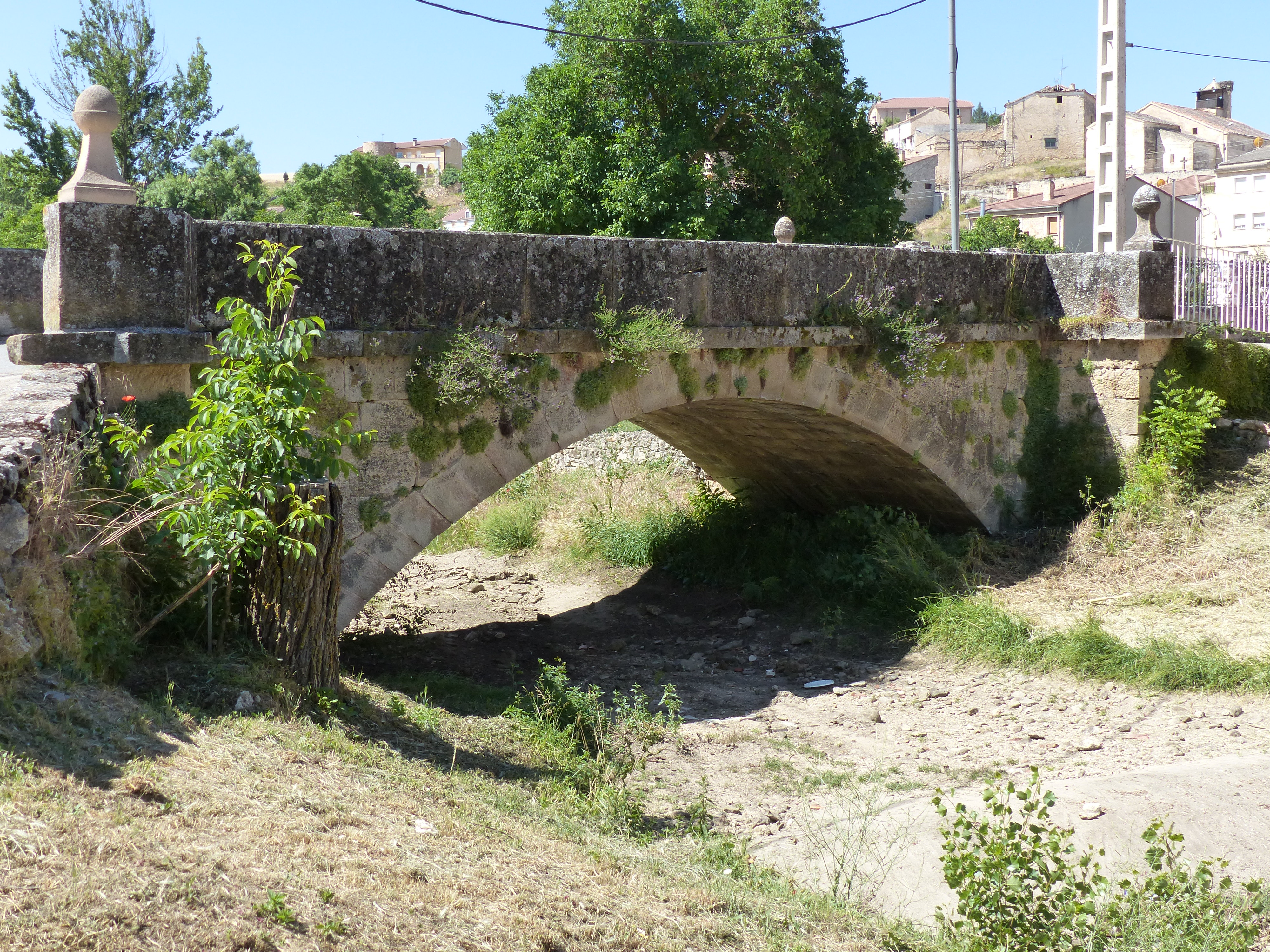
Puente del siglo XVIII

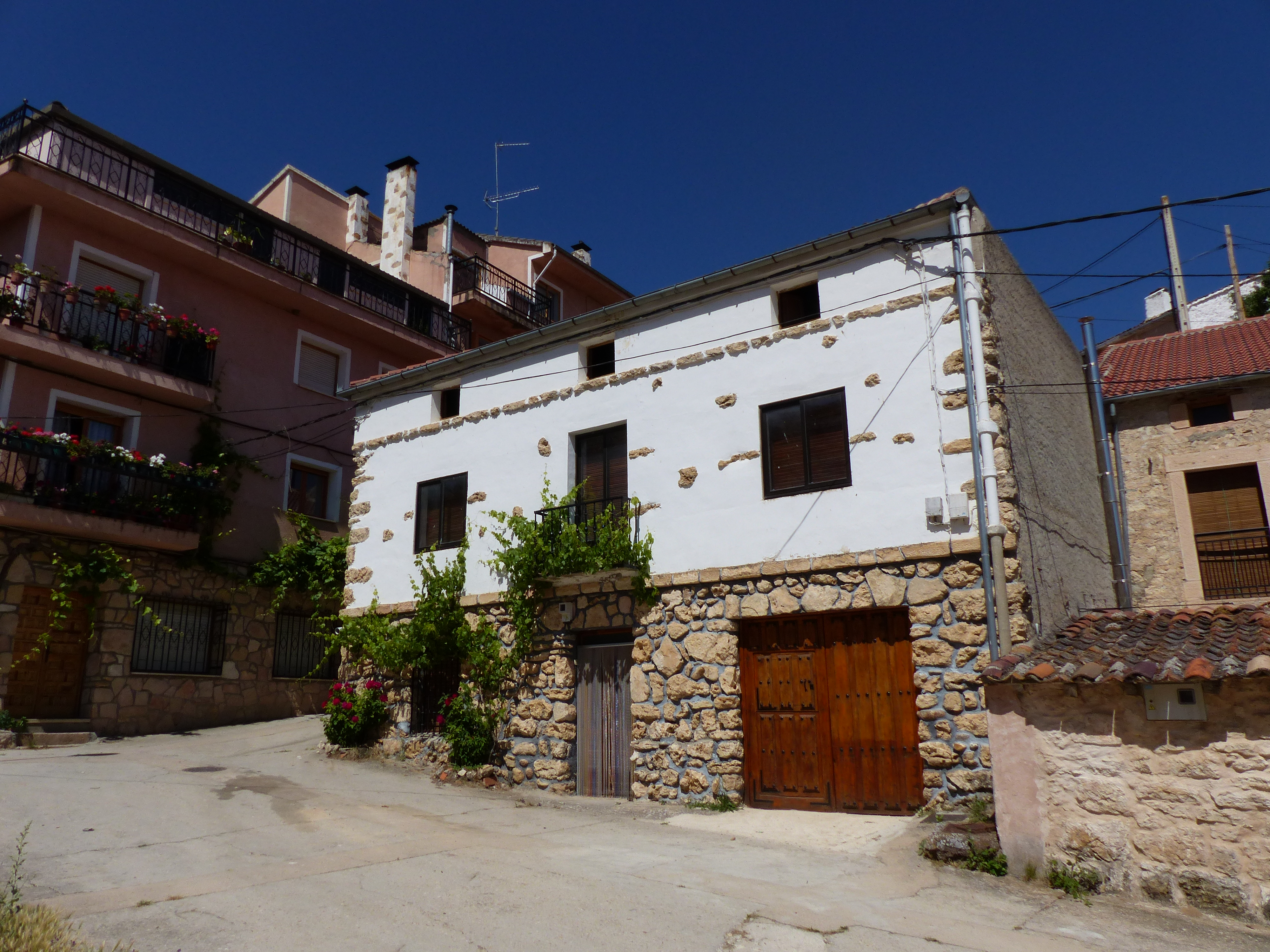
Casas de arquitectura típica tradicional

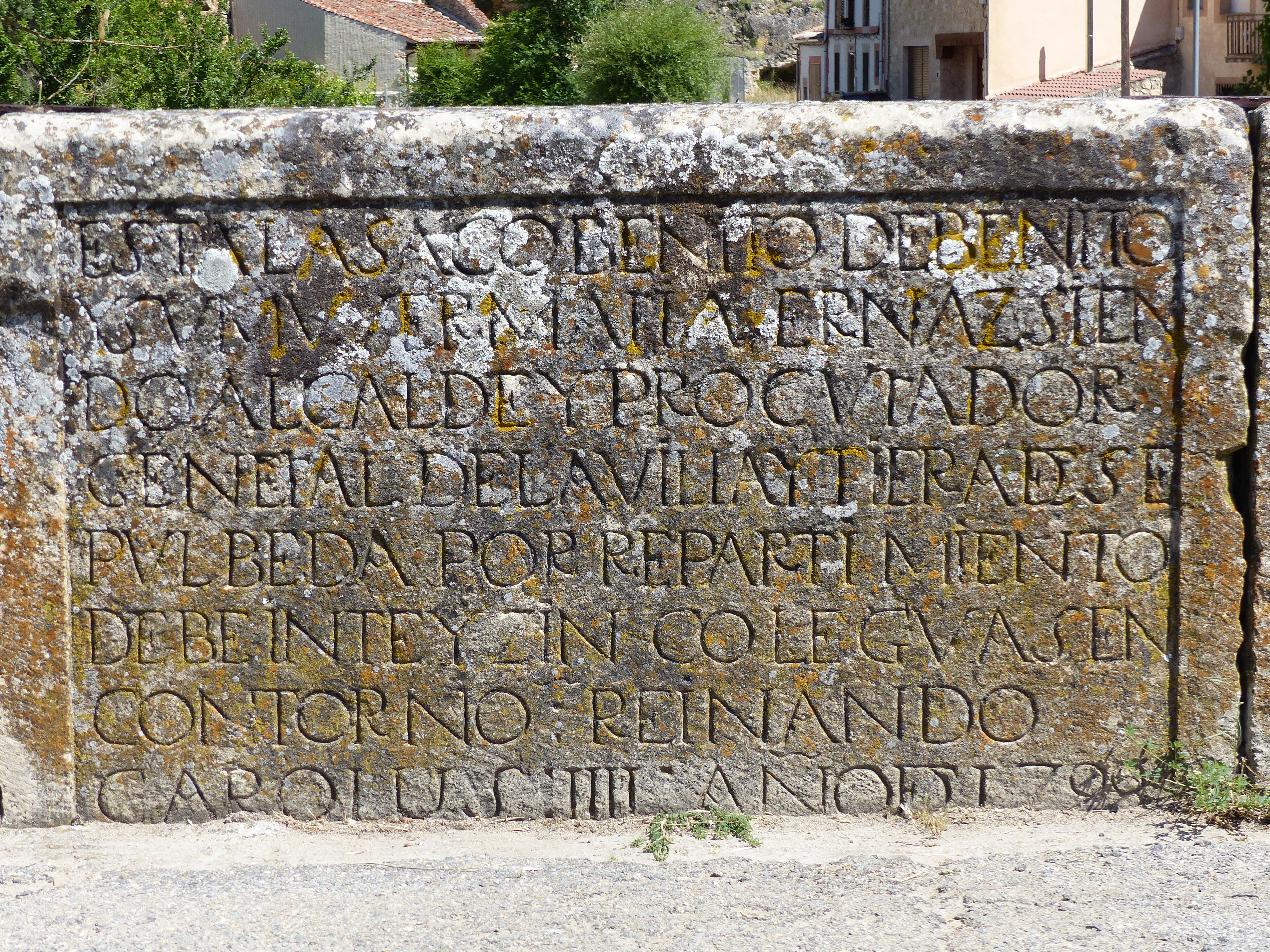
Una de las abundantes inscripciones antiguas en piedras

### Patrimonio
- Yacimientos arqueológicos, con materiales de época neolítica y de la Edad del Bronce.
- Antigua calzada romana.
- Ermitorio de la Cueva Labrada, junto al río San Juan, aunque utilizada hasta recientemente como aprisco de ganado, fue ermita rupestre, con varias cuevas excavadas a su alrededor, lauras usadas por monjes alto medievales, apartados en este rincón llevando un vida eremítica retirada. Las cavidades contiene hoy gran cantidad de buitres leonados y algún alimoche.
- Iglesia parroquial románica de San Miguel Arcángel, compuesta por una nave en un altozano con cabecera cuadrangular con triple arquería a cada lado. Destacan los cinco arcos cegados de su galería porticada y el arco triunfal de la cabecera, así como un retablo mayor barroco con tres imágenes en hornacinas, destacando las de San Miguel y San Benito.
- Ermita de los Remedios. Sita a las afueras del pueblo, templo de una nave y tejado a dos aguas con una espadañuela coronada con tres bolas ornamentales. Su puerta es adintelada y tiene una inscripción de 1866, cuando fue ampliada.
- Ermita de San Roque, al sur, cerca del límite  con Castroserna de Arriba.
- Calvario, con varias cruces procesionales.
- Puente del siglo XVIII.
- Potro de herrar.
- Edificaciones de arquitectura tradicional algunas con esgrafiado segoviano típico y piedras repartidas por las calles que cuentan con inscripciones antiguas de todo tipo.
- Cortados calizos del río San Juan, cañón formado por el río San Juan que poco a poco gana en profundidad en las cercanías a la ermita de los Remedios, cuenta con una pared vertical de gigantes dimensiones que es inaccesible desde la carretera y cuya formación permite la cría de una numerosa colonia de Buitres Leonados.
- Enebras centenarias, 4 de ellas declaradas «árboles singulares» por el ayuntamiento.[2][3][7][1]

### Fiestas
- Semana Santa, con distintas procesiones y el Domingo de Resurrección se subastan dulces que se ofrendan a la Virgen.
- Nuestra Señora de los Remedios, el último domingo de mayo, tras haber acudido los vecinos todos los domingos del mes a la ermita de mismo nombre, cuenta con una procesión. A término se subastan de los cordones de la carroza.
- San Miguel, el 29 de septiembre, cuenta con danzas de paloteo y la iluminaria, una gran hoguera junto al río que abren de forma tradicional estas festas y las del día siguiente.
- Nuestra Señora de los Remedios, el 30 de septiembre, en continuación a las del día anterior, con una multitudinaria romería a la que acuden vecinos de otros lugares, en la ermita homónima en conmemoración de una aparición mariana a un pastor que está fechada en 1305.
- San Frutos, el 25 de octubre, también cuenta con una procesión de la Virgen de los Remedios.[2][4][6][7][11]

### Gastronomía
Destaca el cordero como base de la cocina local, con especial recibimiento para platos como el asado o la caldereta. También son conocidos manjares como el Pollo de Corral con Tomate, la sopa castellana, los revueltos de ajetes o postres caseros como las natillas, el flan o la leche frita.

### Leyendas
- Aparición mariana de la ermita de los Remedios. La tradición recogida por el párroco Juan María de Lucas y datada en 1305, cuenta que la Virgen se le apareció a un niño pastor de Valleruela de Sepúlveda que custodiaba su rebaño cerca de Cueva Labrada. El pastor se inclinó ante una Virgen con el niño Jesús en el brazo izquierdo y una flor en el derecho. que le pidió que encontrara dentro de la cueva una imagen suya, se lo contara a sus padres y la llevasen al lugar de su primitivo culto. El padre incrédulo tuvo que ir al lugar para llevarla puesto que el niño no pudo, a partir de entonces todo el pueblo inició su devoción a la imagen y luego se levantó una ermita dedicada a la Virgen de los Remedios, reformada en 1866. Esta Virgen, con fama de milagrosa, ha provocado disputas por su propiedad entre Castroserna de Abajo y Valleruela de Sepúlveda. Esta historia es protagonista de una multitudinaria romería el último fin de semana de septiembre y también sale la Virgen en procesión.[3][6][8][1]

### Deportes
- Juego de Pelota segoviana, similar a otros juegos de pelota, este tenía su origen en la preparación física de caballeros para la guerra y fue muy popular en la provincia de Segovia y aunque hoy casi se encuentra desaparecido, aquí se juega en el frontón que hay junto al puente y la zona de recreo a orilla del río.[13][14]